# تاریخچه (ترانه وان دایرکشن)
تاریخچه تک‌آهنگی از وان دایرکشن است که در ۶ نوامبر ۲۰۱۵ منتشر شد. این تک‌آهنگ در آلبوم ساخته‌شده در بامداد قرار داشت.
این تک‌آهنگ در چارت‌های ایتالیا، بریتانیا، اسکاتلند، ایرلند جزو ده ترانه اول قرار گرفت.